# La Grand'Route

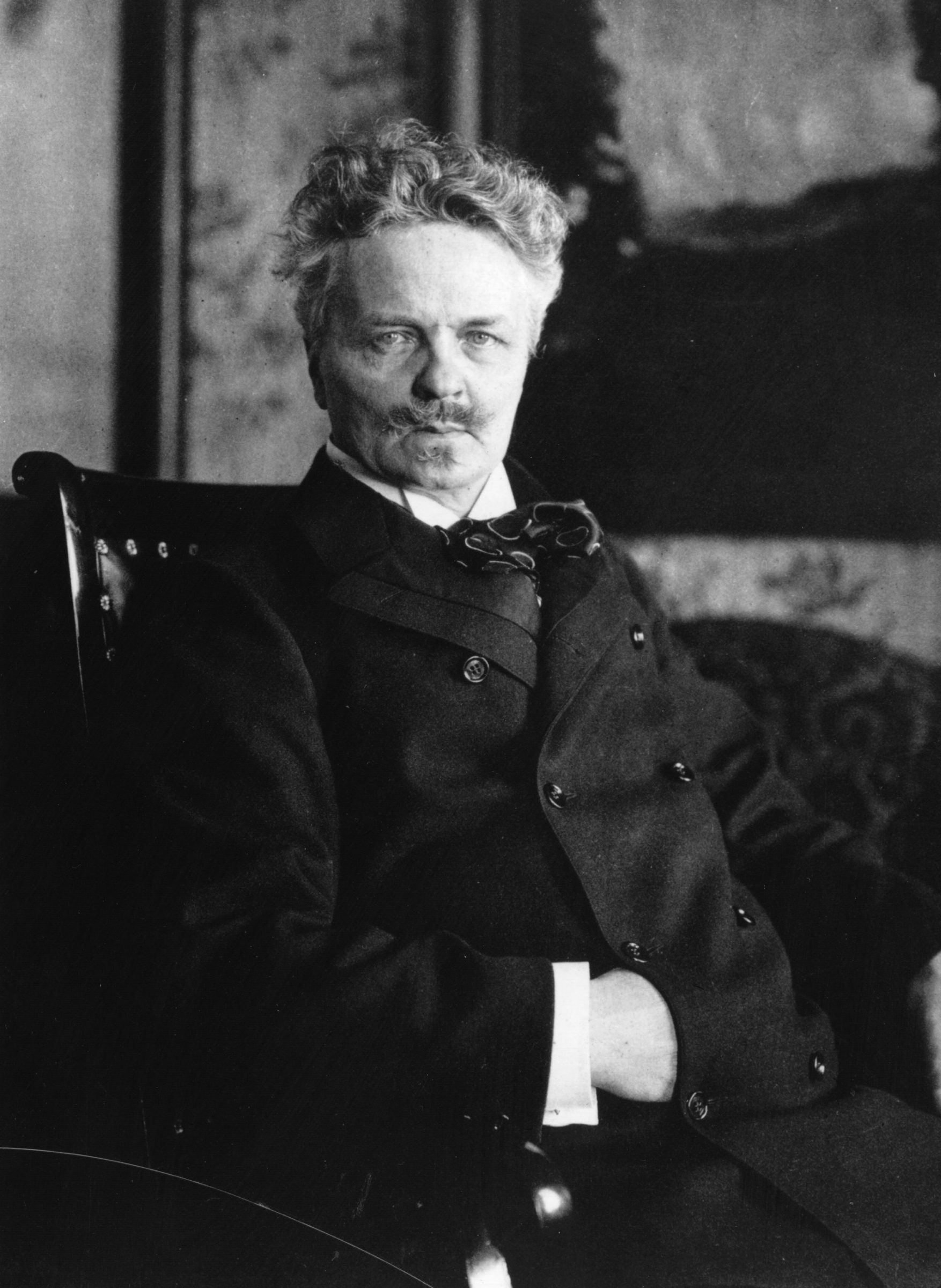
Portrait d'August Strindberg, aux alentours de son cinquantième anniversaire.

La Grand'Route (en suédois Stora landsvägen) est la dernière pièce (1909) d'August Strindberg. Elle connut un succès en librairie mais sa création sur scène fut un échec. Son titre signifie en fait « Le grand chemin de campagne ». En effet, il s'agit du nom de la rue où Strindberg vécut dans son enfance. Elle menait au... cimetière. L'auteur, malade d'un cancer pendant l'écriture de cette pièce-testament, use de symboles et de retours sur sa vie pour nous emmener vers la dernière demeure d'un être fantomatique dont les rencontres successives le préparent à la mort définitive, à la rencontre avec l'Éternel.

## Analyses
La pièce mêle curieusement prose et vers (ïambes), mais s'est cependant montrée parfaitement susceptible d'être jouée sur scène. En large part rétrospective de sa vie, la pièce montre Strindberg sous les traits d'un proscrit, en fort contraste avec la réputation et la stature qui étaient les siennes en Suède lors des dernières années de sa vie.
Nils Erdmann a suggéré que le héros de La Grand'Route est le Faust de Strindberg, et que, comme Faust, Manfred, Brand et Zarathoustra, il était parvenu au sommet de la montagne, à en respirer l'air pur, pour se mettre à maudire ceux qui étaient restés en bas.
Barbro Ohlsson a également fait observer que La Grand'Route appartient à une tradition littéraire qui comprend le Manfred de Byron, et le Brand de Henrik Ibsen. Barbro Ohlsson a par ailleurs souligné que, si l'on peut considérer la pièce comme une frise composée d'épisodes de la vie passée de Strindberg, le cadre de ses sept tableaux revêt une signification plus générale, moins personnelle et individuelle : ainsi par exemple, le moulin — qui évoque le souvenir de deux moulins à vent situés dans les environs de Norrtullsgatan, près de Stockholm, où vivait l'auteur étant enfant — évoque également le moulin de Dieu qui moud et broie avec une extrême finesse, ainsi que le retour répétitif et insistant de la mémoire et de la conscience. L'imagination de Strindberg apparait donc ici comme tout à la fois concrète et abstraite.

## Représentations
La première mondiale de la pièce, drame en sept tableaux, eut lieu le 19 février 1910, à l’Intimate Theatre de Stockholm avec August Falck dans le rôle principal du chasseur.
Cependant, La Grand'Route n'était pas le genre de pièce qu'attendait le public suédois de cet écrivain incendiaire, et elle n'eut qu'une représentation.
La première création en France se fit en 1965, dans une mise en scène de Pierre della Torre. Ce dernier reprit la pièce en 1975, à Saint-Maur, au Théâtre Populaire du Val-de-Marne.